# 디아나 바코시
디아나 바코시(이탈리아어: Diana Bacosi, 1983년 7월 13일~)는 이탈리아의 사격 선수로 주 종목은 스키트이다. 2016년 하계 올림픽 여자 스키트 종목에서 금메달을 획득했으며 2020년 하계 올림픽에서 여자 스키트 은메달을 획득했다.